# Trobenholz-Vogelbühl
Das Gebiet Trobenholz-Vogelbühl ist ein vom Regierungspräsidium Freiburg am 24. Juli 2014 durch Verordnung ausgewiesenes Naturschutzgebiet auf dem Gebiet der Gemeinden Bärenthal und Irndorf im Landkreis Tuttlingen.

## Lage
Die fünf Teilgebiete des Naturschutzgebiets Trobenholz-Vogelbühl liegen nordöstlich der Ortslage von Bärenthal und nordwestlich von Irndorf nördlich des Weilers Gnadenweiler. Es liegt im Naturraum Hohe Schwabenalb. Durch das Gebiet hindurch verläuft die Kreisstraße K 5902 und westlich die Landesstraße L 440.

## Landschaftscharakter
Das Gebiet zeichnet sich durch eine von Magerrasen, Magerwiesen, Steinriegeln und Feldhecken geprägte und kleinräumig strukturierte Landschaft aus und ist damit ein beispielhafter Ausschnitt der traditionellen Kulturlandschaft des Großen Heubergs.

## Zusammenhängende Schutzgebiete
Es ist teilweise Bestandteil des FFH-Gebiets Großer Heuberg und Donautal und liegt vollständig im Vogelschutzgebiet Südwestalb und Oberes Donautal. Im Westen grenzt das Landschaftsschutzgebiet Bäratal, im Süden das Landschaftsschutzgebiet Feldmarkung Irndorf an. Westlich des Gebietes erstreckt sich das 37,1 ha große Naturschutzgebiet Hüttenberg und nordöstlich das 46,3 ha große Naturschutzgebiet Simonstal.